# نيكو جاورجيادس
نيكو جاورجيادس هو لاعب شطرنج سويسري، ولد في 22 يناير 1996 في بولاخ في سويسرا.

## وصلات خارجية
- نيكو جاورجيادس على موقع الاتحاد الدولي للشطرنج (الإنجليزية)
- نيكو جاورجيادس على موقع مباريات الشطرنج (الإنجليزية)
- نيكو جاورجيادس على موقع 365Chess.com (الإنجليزية)
- نيكو جاورجيادس على موقع Chesstempo.com (الإنجليزية)
- نيكو جاورجيادس على موقع الاتحاد الأمريكي للشطرنج (الإنجليزية)
- نيكو جاورجيادس سجل أولمبياد الشطرنج على موقع OlimpBase.org (الإنجليزية)